# HD 214298
HD 214298，又名BD+11 4838，SAO 108043、HR 8608，是一颗恒星，视星等为6.3，位于銀經79.21，銀緯-38.63，其B1900.0坐标为赤經22h 32m 8.1s，赤緯+12° -38.63′ 33″。